# Schizaspidia palawanensis
Schizaspidia palawanensis is een vliesvleugelig insect uit de familie Eucharitidae. De wetenschappelijke naam is voor het eerst geldig gepubliceerd in 1978 door Hedqvist.